# Баучина
Баучи́на (итал. Baucina) — коммуна в Италии, располагается в области Сицилия, подчиняется административному центру Палермо.
Население коммуны составляет 2033 человека, плотность населения составляет 85 чел./км². Занимает площадь 24 км². 
Почтовый индекс — 90020. Телефонный код — 091.
Покровителями коммуны почитаются святая Фортуната и святой апостол Марк, празднование во второе воскресение сентября и 25 апреля.